# Георги Теменлиев
Георги Ангелов Теменлиев е български политически офицер, генерал-майор.

## Биография
Роден е на 9 октомври 1927 г. в Чепино, днес квартал на Велинград в семейството на лесничея Ангел Теменлиев. По време на Втората световна война баща му е ятак на партизаните. Георги също подпомага партизанското движение и е обявен за активен борец против фашизма и капитализма (АБПФК).
От 1944 г. е член на ръководството на РМС в родното си село, а от 1946 г. и неин ръководител. През 1946 г. завършва Лъдженската гимназия.
На следващата година е мобилизиран и през април започва да учи в Школата за запасни офицери. След като я завършва, е изпратен на политически курс за стажант-инспектори по политическата част. След това служеи в двадесет и трети пехотен шипченски полк в Хасково.
Първия си военен чин получава на 9 септември 1949 г. От юни 1950 г. е на работа в политическия отдел на Втора армия в Пловдив. Между 1951 и 1953 г. учи във Военнополитическата академия в София.
Със звание капитан се завръща на работа в политически отдел на Втора армия, където отговаря за културно-просветната дейност. Между 1954 и 1958 г. е началник на партийната школа на Трета мотострелкова дивизия. От 1958 до 1964 г. служи отново в политическия отдел на Втора армия. След това е изпратен като инспектор в организационното отделение на Главното политическо управление на БНА. Последователно е инспектор, началник на отделение и заместник-началник на организационно-политическия отдел. Завършва висш академичен курс във Военнополитическата академия „В. И. Ленин“ в Москва.
След това 3 години е секретар на Научния институт на Генералния щаб по автоматизация и управление на войските. Бил е заместник-началник на Организационното управление на Главното политическо управление на народната армия. През октомври 1983 г. е назначен за началник на политически отдел на Трета армия в Сливен. През септември 1984 г. става генерал-майор.
През октомври 1987 г. е назначен за заместник-началник на Гражданската отбрана на България, а от 1988 г. е началник на политическия отдел на Тила на БНА, поради което е и член на Военния съвет на Тила на БНА. Излиза в запаса през 1990 г. Умира през 2010 г.

## Образование
- Народна школа за запасни офицери „Христо Ботев“ (14 април 1947 – 1948)
- Военнополитическа академия, София (1951 – 1953)
- Военно-политическа академия „В. И. Ленин“

## Военни звания
- подпоручик – от септември 1949
- генерал-майор – от септември 1984